# LAREG (laboratoire)
 (mai 2022).
Le LAREG est un laboratoire de recherche français en géodésie  dépendant de l'Institut national de l'information géographique et forestière (IGN), et hébergé par l'université Paris-Diderot. 
Le laboratoire est notamment connu pour calculer l'emplacement du méridien d'origine en fonction du déplacement des plaques tectoniques et autres facteurs.